# ISNA (agence de presse)
Pour les articles homonymes, voir ISNA.
L’Iranian Students News Agency (ISNA) est une agence d'information iranienne créée fin 1999 et tenue en majorité par des étudiants. Elle est en partie financée par des fonds gouvernementaux et bénéficie par ailleurs de l'appui de l'organisation étudiante University Jihad.

## Histoire
L'ISNA a été créée le 4 novembre 1999 afin de relayer les informations concernant les universités iraniennes, mais s'est peu à peu étendue à différents domaines d'information, nationaux et internationaux. En 2000, l'ISNA possède trente bureaux un peu partout dans le pays. Au début des années 2000, l'ISNA est souvent citée par les médias occidentaux qui la considèrent comme plus indépendante que les autres médias iraniens, malgré le soutien et le contrôle qu'elle reçoit du gouvernement. Pendant la même période, l'ISNA est confrontée à une censure plus attentive de la part du gouvernement. Le premier directeur de l'agence se voit intenter plusieurs procès, notamment pour un reportage consacré à Shirin Ebadi, Prix Nobel de la paix 2003, et finit par démissionner en 2005.
En janvier 2005, le fournisseur d'accès à Internet hébergeant le site de l'ISNA, The Planet, interrompt brutalement ses services ; l'ISNA dit n'avoir reçu aucune explication pour cet arrêt et n'avoir été prévenu que 48 heures à l'avance. Un ministre iranien accuse le gouvernement des États-Unis d'être à l'origine de cette décision et d'avoir enfreint les droits de l'homme. L'ISNA déplace alors son site vers un autre hébergeur. L'incident accentue les appels au développement par l'Iran de sa propre technologie de communication par satellite.
Un site internet contrefaisant celui de l'Agence ISNA[réf. souhaitée] a été mis en ligne en farsi (http://fars.isna.ir). Il diffuse des imputations fallacieuses en leur donnant une apparence officielle[réf. nécessaire].